# Corey Cadby
Corey Cadby (* 18. März 1995 in Devonport, Tasmanien) ist ein australischer Dartspieler.

## Karriere

### 2012–2017: Erfolge bei der World Series und Jugend-Weltmeister
Bereits im Jahr 2012 nahm Cadby am Pacific Masters, einem Turnier der WDF teil. Richtig begann seine Profidarts-Karriere aber erst 2016, indem er an Events der DPA Pro Tour teilnahm. Er gewann dort insgesamt sieben Turniere, was ihm einen Startplatz für die PDC-Weltmeisterschaft 2017 einbrachte. Zudem wurde er zu den Sydney Darts Masters 2016 sowie den Perth Darts Masters 2016 eingeladen. Gleichzeitig gewann er bei der WDF das Australian Grand Masters und DWA Grand Prix.
Beim Sydney Darts Masters unterlag er in der ersten Runde Phil Taylor mit 6:3. Eine Woche später machte Cadby allerdings auf sich aufmerksam, als er beim Perth Darts Masters in Runde 1 wieder auf Taylor traf und ihn diesmal mit 6:2 schlug. Er erreichte dabei einen 3-Dart Average von 103,58 Punkten. In der zweiten Runde spielte er gegen Peter Wright. Cadby verlor trotz eines 109er 3-Dart Average deutlich mit 10:2.
Im November trat er zum Finale der PDC-Jugendweltmeisterschaft gegen Berry van Peer an. Nach seinen guten Auftritten beim Perth Darts Masters sicherte Cadby sich souverän mit 6:2 den Titel. Neben einem Preisgeld von 10.000 Pfund, qualifizierte der Sieg Cadby für den Grand Slam of Darts 2017.
Bei der PDC-Weltmeisterschaft 2017 musste er zunächst in der Vorrunde gegen Qiang Sun antreten, den er mit 2:0 in Sätzen und einem Average von 102 Punkten problemlos schlug. In der 1. Hauptrunde war Joe Cullen sein Gegner. In einem der besten Spiele der WM, bei dem beide Spieler phasenweise Averages von 108 Punkten erreichten, unterlag Cadby schließlich mit 3:1.
Bei der DPA Pro Tour 2017 kam Cadby insgesamt acht Mal ins Finale, wovon er drei gewann. Er trat außerdem erneut bei allen ozeanischen Turnieren der World Series of Darts an. Angefangen bei den Auckland Darts Masters gewann Cadby in der ersten Runde mit 6:4 gegen Peter Wright. Erstmals gewann Cadby auch das Viertelfinale. Mit 10:5 warf er Michael Smith aus dem Turnier. Im Halbfinale traf er auf Phil Taylor und gewann sensationell mit 11:8. Im Finale kam es dann zum Duell gegen seinen Landsmann Kyle Anderson. Dieses Spiel ging bis in das letzte Leg, indem Cadby den Kürzeren zog.
Ebenfalls die erste Runde gewinnen konnte Cadby bei den Melbourne Darts Masters mit 6:4 gegen Raymond van Barneveld, in der zweiten Rund schied er allerdings im Last-Leg-Decider gegen Phil Taylor aus.
Bei den Perth Darts Masters traf Cadby erneut in der ersten Runde auf Raymond van Barneveld, verlor jedoch dieses Mal mit 5:6.
Im Oktober gewann Cadby die Australian Masters. Bei den Oceanic Masters hingegen schied Cadby früh aus.
Er qualifizierte sich jedoch mit seinen starken Leistungen bei der World Series für die World Series of Darts Finals 2017. Dort gewann er in der ersten Runde mit 6:4 gegen Jelle Klaasen. In der zweiten Runde traf er auf Gerwyn Price und verlor mit 5:6. Beim Grand Slam of Darts gewann Cadby zwar gegen Glen Durrant, schied jedoch trotzdem als Gruppenletzter aus. Außerdem trat Cadby erneut bei der PDC World Youth Championship an und kam bis ins Halbfinale. Für eine WM-Qualifikation reichte es aber dennoch nicht.

### 2018 bis 2020: Tour Card und persönliche Probleme
Im Januar 2018 nahm Cadby an der PDC Qualifying School 2018 teil und gewann direkt am ersten Tag die Tour Card. Kurz darauf gewann er bei der UK Open Qualifiers direkt seinen ersten PDC-Pro-Tour-Titel. Im Finale des fünften Turniers schlug Cadby den aktuellen Weltmeister Rob Cross mit 6:4.
Im März 2018 spielte Cadby die UK Open 2018. Dort kam er nach Siegen über Michael Rasztovits, Martin Schindler, Chris Dobey, Gerwyn Price und Robert Owen bis ins Finale. Dort wurde er von Gary Anderson mit 7:11 geschlagen.
Aufgrund von Visa-Problemen konnte Cadby allerdings nur an den ersten beiden Players Championship-Turnieren teilnehmen. Er erreichte aber einmal das Finale. Daraufhin nahm Cadby wieder die Turniere der DPA Pro Tour teil, wo er sieben Mal ins Finale kam, davon sechs Mal in Folge. Damit qualifizierte sich Cadby wieder für die Turniere der World Series, wo er einmal das Viertelfinale erreichte.
Bei der PDC Pro Tour 2019 war Cadby dann wieder dabei. Auch bei der PDC Development Tour war Cadby am Start und gewann ein Turnier. Bei den Czech Darts Open 2019 gab Cadby sein Debüt auf der European Darts Tour und kam ins Achtelfinale. Eigentlich hätte Cadby auch bei allen drei World Series of Darts-Events teilnehmen sollen. Nachdem zu diesem Zeitpunkt seine persönlichen Probleme einen immer stärkeren Effekt auf ihn hatten, trat er den Flug zu den NZ Darts Masters nicht an und verschwand vorerst aus dem Profi-Darts. Seine Tour Card gab Cadby zu Beginn des Jahres 2020 zurück.

### Seit 2022: Versuchtes Comeback und Entzug der Tour Card
Anfang September 2022 spielte Cadby bei den Tasmanian Darts Classic, einem Turnier der World Darts Federation (WDF) mit. Er erreichte dabei das Viertelfinale, welches er gegen Brian Hearn verlor. Beim Van Diemen Classic am gleichen Wochenende zog Cadby sogar ins Halbfinale ein. Hier unterlag er mit 0:4 Steve Fitzpatrick.
Am 13. Dezember 2022 wurde schließlich bekannt, dass Cadby bei der European Q-School 2023 antreten wird. Hierbei gelang es ihm, sich per Tagessieg an Tag zwei auf direktem Wege für die Final Stage zu qualifizieren, wo er ebenfalls an Tag zwei per Tagessieg die Tour Card zurückgewinnen konnte. Allerdings nahm Cadby an keinem Turnier der PDC Pro Tour 2023 teil und ist auch sonst nicht in Erscheinung getreten. Infolgedessen wurde ihm aufgrund der Inaktivität auf der Tour während der Q-School 2024 die Tour Card entzogen.

## Weltmeisterschaftsresultate

### PDC-Junioren
- 2016: Sieger (6:2-Sieg gegen  Berry van Peer)
- 2017: Halbfinale (3:6-Niederlage gegen  Josh Payne)

### PDC
- 2017: 1. Runde (1:3-Niederlage gegen  Joe Cullen)

## Titel

### BDO
- Weitere
  - 2016: Australian Grand Masters
  - 2017: Australian Masters

### PDC
- Pro Tour
  - UK Open Qualifiers
    - UK Open Qualifiers 2018: 5
- Secondary Tour Events
  - PDC Development Tour
    - PDC Development Tour 2016: 18
    - PDC Development Tour 2019: 6

- Weitere
  - 2016: PDC World Youth Championship